# WD 0145+234
WD 0145+234 es una estrella enana blanca aproximadamente a 95 ly (29 pc) de la Tierra en la constelación de Aries que se ha asociado con estudios que sugieren que un exoasteroide muy grande cerca de la estrella fue sustancialmente destruido, lo que resultó en una cantidad considerable de polvo y escombros alrededor de la estrella. Alternativamente, el estallido alrededor de WD 0145+234 se explica con colisiones en curso entre planetesimales dentro del disco de escombros polvorientos alrededor de la enana blanca.
El estallido alrededor de WD 0145+234 apareció en 2018 en datos del Explorador de Infrarrojos de Campo Amplio (WISE). Los estallidos alrededor de enanas blancas en el infrarrojo no son inusuales. Las novas y las novas enanas también muestran estallidos, pero van acompañadas de un estallido en el óptico y aparecen alrededor de las estrellas binarias. Sin embargo, WD 0145+234 es una única enana blanca y no mostró ningún brillo en las imágenes ópticas tomadas por CRTS y ASASSN. Esto sugirió que el estallido fue causado por una reciente reposición o redistribución de polvo. Un estudio de seguimiento utilizando el Telescopio Espacial Spitzer encontró una disminución del brillo infrarrojo a partir de finales de 2019. La disminución va acompañada de pequeñas protuberancias superpuestas a la disminución del brillo infrarrojo. El equipo que estudió WD 0145+234 con Spitzer concluyó que el aumento de brillo no fue causado por la interrupción de las mareas de un exoasteroides, sino por las colisiones en curso en el disco alrededor de la enana blanca. Se encontró una disminución similar en el brillo infrarrojo alrededor de la enana blanca GD 56. WD 0145+234 también es inusual porque no solo muestra contaminación metálica en forma de líneas de absorción, que se encuentran alrededor del 25-50% de las enanas blancas, sino también líneas de emisión causadas por gas calcio, que son menos comunes. Todavía no está claro qué causa las líneas de emisión de metal alrededor de algunas enanas blancas, pero la existencia de tales líneas alrededor de WD 0145+234 sugiere que se forma gas metálico en las colisiones. Todavía quedan algunas preguntas sin respuesta sobre esta hipótesis: algunas enanas blancas con gas metálico muestran líneas de emisión variables, mientras que WD 0145+234 no muestra ninguna variabilidad en la línea de emisión de calcio. No está claro por qué algunas enanas blancas muestran líneas de emisión de metales variables.
Otras enanas blancas con contaminación planetaria también muestran variabilidad infrarroja, siendo el prototipo G29-38, que mostró una disminución del flujo infrarrojo de aproximadamente un 35% durante un período de 300 días. Las enanas blancas con las variaciones infrarrojas más altas muestran líneas de emisión de calcio, al igual que WD 0145+234. WD 0145+234 podría ser el sistema con una de las mayores actividades de esta clase de objetos.

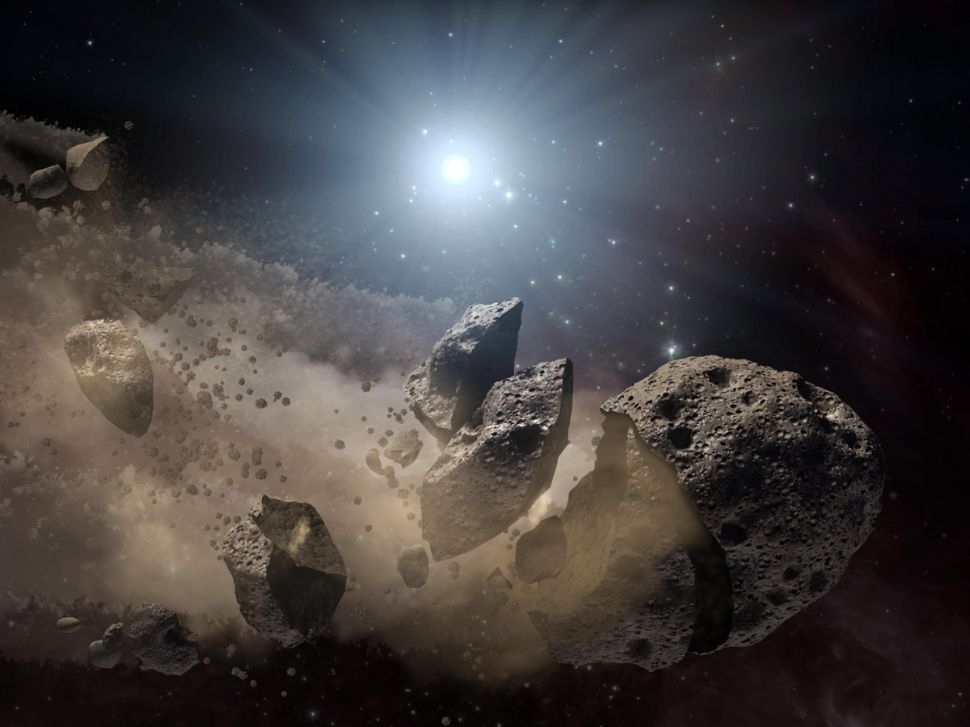
Exoasteroide interrumpido por una estrella (concepto artístico)